# Haley Smith
Pour les articles homonymes, voir Smith.
Haley Smith, née le 22 novembre 1993 à Markham, est une coureuse cycliste canadienne de VTT cross-country. Elle termine notamment troisième des Jeux du Commonwealth de 2018.

## Palmarès en VTT cross-country

### Jeux olympiques
- Tokyo 2020
  - 29e du cross-country

### Championnats du monde
- Champéry 2011
  - 22e du cross-country juniors
- Saalfelden 2012
  - 40e du cross-country espoirs
- Hafjell 2014
  - 23e du cross-country espoirs
- Valnord 2015
  - 20e du cross-country espoirs
- Nové Město 2016
  - 42e du cross-country
- Cairns 2017
  - 16e du cross-country
- Lenzerheide 2018
  - 6e du cross-country

### Coupe du monde
- Coupe du monde de cross-country espoirs
  - 2012 : 22e du classement général
  - 2013 : 33e du classement général
  - 2014 : 18e du classement général
  - 2015 : 12e du classement général

- Coupe du monde de cross-country[1]
  - 2016 : 44e du classement général
  - 2017 : 31e du classement général
  - 2018 : 16e du classement général
  - 2019 : 17e du classement général
  - 2021 : 39e du classement général
  - 2022 : 62e du classement général

- Coupe du monde de cross-country short track
  - 2022 : 61e du classement général

- Coupe du monde de cross-country marathon
  - 2023 : 16e du classement général

### Jeux du Commonwealth
- Gold Coast 2018
  -  Médaillée de bronze du cross-country

### Championnats panaméricains
- Cota 2015
  -  Médaillée de bronze du cross-country espoirs

### Championnats du Canada
- 2014
  - 2e du cross-country espoirs
- 2015
  -  Championne du Canada du cross-country espoirs
- 2017
  - 3e du cross-country
- 2018
  - 3e du cross-country
- 2023
  -  Championne du Canada du cross-country marathon
  - 2e du cross-country
- 2024
  - 3e du cross-country marathon